# Xanthorhoe algidata
Xanthorhoe algidata är en fjärilsart som beskrevs av Culot 1919. Xanthorhoe algidata ingår i släktet Xanthorhoe och familjen mätare. Inga underarter finns listade i Catalogue of Life.